# Стефан Стайков – Заека
Стефан Георгиев Стайков (роден на 3 октомври 1949 г.), по прякор Заека, е български футболист, вратар. Между 1972 г. и 1981 г. играе 9 сезона в Левски (София).
Играл е също в Чавдар (Етрополе), Спартак (Варна), Осъм (Ловеч), Локомотив (Пловдив) и кипърския Омония Арадипу.
Между 1973 г. и 1979 г. изиграва 19 мача за националния отбор на България. Участник на световното първенство в Германия'74.

## Биография

### Клубна кариера
Стайков е възпитаник на детско-юношеската школа на Спартак (София), но дебютира в мъжкия футбол с екипа на Чавдар (Етрополе).
През 1968 г. Стайков преминава в Спартак (Варна), който по това време участва в Северната Б група. Със „соколите“ завършва на 1-во място във втория ешелон през 1971 г. и печели промоция за А група. През сезон 1971/72 е твърд титуляр на вратата на отбора в елита, като има отлични изяви. За Спартак записва общо 44 мача в Б група и 30 мача в А група.
През 1972 г. Стайков е привлечен в Левски (София), където измества от титулярното място Бисер Михайлов. Остава в клуба през следващите 9 години. В повечето от тях е титулярен вратар на „сините“. Изиграва общо 235 официални мача – 183 в А група, 32 за националната купа и 20 в евротурнирите. Става 3 пъти шампион на България през 1973/74, 1976/77 и 1978/79, както и 3 пъти печели националната купа през 1975/76, 1976/77 и 1978/79. От 1974 г. е носител на званието „Майстор на спорта“.
С Левски достига до четвъртфиналите в турнира за Купата на УЕФА през 1975/76, както и до четвъртфиналите в турнира за КНК през 1976/77. През есента на 1975 г. има сериозна заслуга за елиминирането на Аякс в Купата на УЕФА, което става след изпълнение на дузпи. Участва също в епичните мачове с Барселона през пролетта на 1976 г. и с Атлетико (Мадрид) през пролетта на 1977 г.
Стайков се разделя с Левски през 1981 г. и преминава във втородивизионния Осъм (Ловеч). След един сезон облича екипа на друг отбор от Б група – Локомотив (Пловдив). С черно-белите печели промоция за А група и става носител на Купата на съветската армия през 1982/83. През следващия сезон е титуляр за Локомотив в елита, а освен това изиграва два мача в Купата на УЕФА срещу гръцкия ПАОК.

### Национален отбор
Стайков дебютира за националния отбор на България на 28 януари 1973 г. в контрола като гост срещу Кипър, която е спечелена с 3:0. През следващата година е включен в състава за Световното първенство в Германия. На мондиала играе в един мач – при загубата с 1:4 от Нидерландия на 23 юни 1974 г.
През 1978 г. извежда България 5 пъти с капитанската лента. Последното му участие за националния тим е на 28 март 1979 г. в контрола срещу СССР. Общо записва 19 мача за България, в които инкасира 25 гола.

## Успехи
Левски (София)
- А група:
  -  Шампион (3): 1973/74, 1976/77, 1978/79

- Национална купа:
  -  Носител (3): 1975/76, 1976/77, 1978/79

Локомотив (Пловдив)
- Купа на съветската армия:
  -  Носител: 1982/83